# Emilio Pugno
Emilio Pugno (Torino, 24 marzo 1922 – Torino, 3 dicembre 1995) è stato un sindacalista e politico italiano.

## Biografia
Da ragazzo frequenta la Scuola allievi Fiat e in seguito lavora alla Fiat Aeronautica come operaio. Partecipa agli scioperi del marzo 1943 e alla lotta partigiana in un gruppo autonomo affiancato alle SAP.
Nel 1948 si iscrive al Partito Comunista Italiano e nel 1954 entra a far parte della Commissione nazionale di organizzazione. Intanto inizia la propria attività sindacale dentro la Fiat, per la quale subisce una serie di rappresaglie sul piano lavorativo, culminate nel licenziamento del 24 novembre 1955 insieme a diversi colleghi. In seguito lavora alla RIV di Pinerolo e all'Olivetti di Cuorgnè.
Dal 1962 diventa segretario provinciale della FIOM torinese, mentre dal 1974 è segretario regionale della CGIL piemontese; fa anche parte del direttivo nazionale della CGIL. 
Nel 1976 viene eletto alla Camera dei deputati nelle file del PCI. Viene poi ricandidato alla Camera nel 1979, confermando il proprio seggio a Montecitorio. Conclude il proprio mandato parlamentare nel 1983.
Dopo lo scioglimento del PCI, aderì nel 1991 a Rifondazione Comunista, dove non assume incarichi dirigenziali.
Morì a Torino nel 1995.

## Opere
- Sindacato e fabbriche nella svolta del '55, con Piero Boni e Vittorio Foa, Roma, Editrice Sindacale Italiana, 1977.